# 維諾赫拉達爾 (敖德薩州)
46°40′38″N 30°20′42″E / 46.67722°N 30.34500°E
維諾赫拉達爾（羅馬化：Vynohradar）是位於烏克蘭西南部的村莊，由敖德萨州羅茲迪利納區的羅茲季利納市鎮負責管轄。該村始建於1924年，面積1.42平方公里，海拔高度106米，2001年人口1,523，人口密度每平方公里1,069.52人。